# Anna Clunes
Anna Louise Clunes – brytyjska dyplomatka, od września 2020 do lipca 2025 ambasadorka Wielkiej Brytanii w Polsce.
W październiku 2020 została odznaczona krzyżem komandorskim orderu św. Michała i św. Jerzego za „zasługi dla brytyjskiej polityki zagranicznej”.